# 茅野りお
茅野 りお（かやの りお・2002年〈平成14年〉8月21日 - ）は、日本の女性アイドル、グラビアアイドルである。女性アイドルグループ・マニマニの元メンバー。埼玉県出身。フリーランス。

## 経歴
2020年2月10日、マニマニのメンバーとしてデビューを発表。同年5月のオンラインライブで活動を開始。
2021年9月26日卒業（事実上の解散）。以降はソロアイドル、グラビアアイドルとして活動しており、2021年10月開催の「TOKYO GRAVURE IDOL FESTIVAL ONLINE 2021」にも出演した。
2021年12月末日をもってグループの所属事務所であるユニバーサルキャストを退所 。以降はフリーランスとして活動。2022年9月には水着ブランド『sugar』のファッションショーに出演した。
WWSの記事では「濡れたシャツからあらわになる素肌と、ヘルシーなくびれラインのギャップがセクシー」とスタイルの良さを筆致されているが、スリーサイズは未公表。しらべぇ記事では「ヘルシーボディは見応え抜群」「（巨乳プラス美少女という王道の外見でありながら）どこかミステリアスな雰囲気も漂わしている」と批評されている。
2024年1月26日、かやのりお名義で1stイメージビデオを発売。

## 作品

### イメージビデオ
- かやのりお「りおじゃないと」（2024年1月26日、竹書房）